# Karen Prell

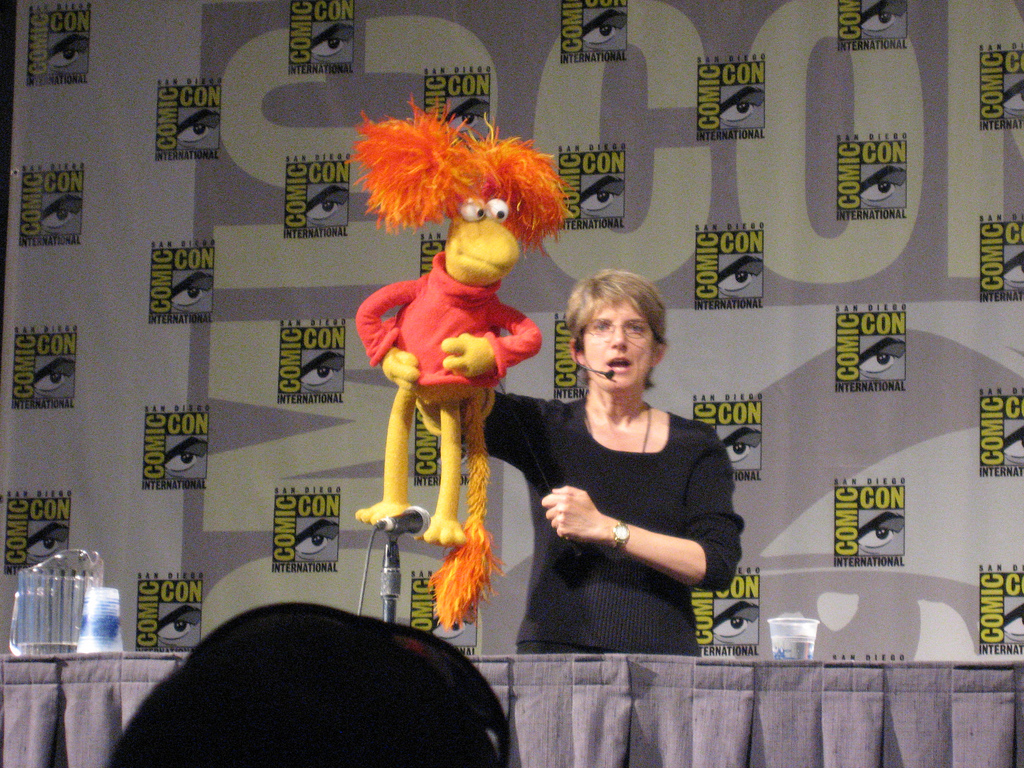
Karen Prell met Jet Freggel

Karen Prell (Florida) is een poppenspeelster en stemactrice die voornamelijk bekend is door haar rol als Jet Freggel in De Freggels. Daarnaast speelde ze poppen in Sesamstraat, The Muppet Show en verscheidene Jim Henson-films. Vanaf 1997 werkte Prell als CGI-tekenaar voor onder andere Pixar en DNA Productions. Tegenwoordig doet ze werk voor de Valve Software Corporation.
Na meer dan twintig jaar heeft zij haar rol als Jet weer opgevat voor de Freggel-film die uitkwam in 2011.